# Vijak
Vijak (ponekad germanizam šaraf koja potječe od riječi Schraube ili vida od talijanskog vita) je strojni dio za rastavljivo spajanje dijelova ili za pretvaranje rotacijskoga gibanja (kružno gibanje) u translacijsko (jednoliko pravocrtno gibanje). Valjkasta je oblika, a duž cijele vanjske strane ili njezina dijela oblikovan je narezanim ili utisnutim navojem, to jest spiralnim užljebljenjem, koje djeluje poput vješto izvedene kosine. Navoj se u obliku helikoidne linije ili uske plohe ravnomjernim nagibom ovija oko cilindričnog ili, rjeđe, blago stožastoga tijela i uspinje u smjeru kazaljke na satu (desni navoj) ili obrnuto (lijevi navoj).
. 
Prema namjeni, navoji imaju različite oblike poprečna presjeka (trokutni, trapezni, pilasti i tako dalje), mogu biti jednovojni ili viševojni (dvovojni, trovojni), metrički ili inčni (na primjer cijevni Whitworthov navoj). Karakteristične veličine navoja jesu kut profila, teorijska i nosiva dubina, korak i drugo. Većinom su standardizirani, premda se iz različitih razloga izvode i izvan standarda. Pored tijela s navojem vijak je obično opremljen glavom različita oblika. Glava vijka najčešće je šesterostrana prizma, ali može biti i četverokutna, poluokrugla, valjkasta s ravnim ili upuštenim križem, šesterokutom (takozvani imbus-vijak) ili zvijezdom, potom lećasta, krilna, narovašena, očna ili stožasta. Uglavnom ima glavu koja pruža mogućnost odvijanja ili zavijanja, uz pomoć odgovarajućeg alata kao na primjer odvijač) ili ključ za šesterokutne glave). Glava vijka je uglavnom veća od tijela vijka, da bi se vijak zaustavio kod zavijanja, ali i da prenosi silu na nosivoj površini. Tijelo vijka ima na sebi navoj, koji može biti puni navoj ili djelomični navoj.
Spajanje vijcima u rastavljive spojeve najraširenija je operacija strojarstva uopće. Zbog toga su i vijci najrašireniji i najvažniji strojni dijelovi. Osim za vijčane spojeve oni imaju i niz drugih primjena kao na primjer: stezni vijci za stvaranje prednaprezanja (na primjer u steznim spojevima), vijci za zatvaranje otvora (na primjer grla boce), postavni vijci (na primjer za podešavanje zračnosti, podešavanje mjernih instrumenata, kao što je mikrometarski vijak i slično), vijci za prijenos snage (na primjer u navojnim vretenima preša), vijci za izvođenje pokreta (na primjer vretena ventila) i tako dalje.
Na vijku se razlikuje glava (obično šesterokutna) i svornjak (struk je dio vijka bez navoja, a svornjak dio koji nosi navoj). Na svornjaku je urezan spiralni utor određenog profila. Spiralni utor može biti urezan po cijeloj duljini svornjaka ili samo dijelom, tako da ispod glave ostane cilindričan, to jest bez utora. Matica je posebni dio, potreban za izvođenje spojeva matičnim vijcima. Stijenka njenog provrta ima također navoj. Najbitniji dio vijka jest navoj, jer se s pomoću njega ostvaruje vijčani spoj. On je napravljen na jezgri po takozvanoj zavojnici.
Pravilno pritegnuti vijci ne odvijaju se sami od sebe ni prigodom titrajnih ili udarnih pogonskih opterećenja, jer se trenje u navoju i na površini nalijeganja glave dovoljno veliko (samokočnost). Prigodom pritezanja tlače se međusobno bočne plohe navoja i sve plohe nalijeganja stegnutih dijelova, tako da se pod tim tlakom površinske hrapavosti poravnavaju. Kod prejakog pritezanja može u čitavom spoju doći do plastičnih deformacija, koje se nastavljaju za vrijeme pogona (takozvano sjedanje) i vode k popuštanju prednaprezanje (naprezanje izazvano pritezanjem vijaka) i labavljenja spoja. Pa ako samo prednaprezanje još i ne izazove plastičnu deformaciju, do nje može dovesti naprezanje pogonske sile koja se zbraja (superponira) s prednaprezanjem. Dokle god je uz utjecaj pogonskih dinamičkih sila opterećenja ostalo izvjesno prednaprezanje, dotle ne olabavljuju vijci i matice, to jest ne odvrću se sami od sebe. Za odvrtavanje treba još uvijek upotrijebiti moment sile da bi se veza rastavila. Do rastavljanja dolazi samo ako se prednaprezanje zbog pojave takozvanog sjedanja potpuno izgubi. Osiguranja vijaka oblikom služe prema tome za osiguranje protiv odvijanja, a osiguranja silom kao osiguranje protiv labavljenja, jer ta osiguranja svojim aksijalnim (uzdužnim) opružnim djelovanjem sprečavaju popuštanje prednaprezanja (sjedanjem).

## Povijest
Vijčani mehanizam bio je poznat u staroj Grčkoj (kao Arhimedov vijak). Kasnije je vijak opisao grčki matematičar Arhit Tarentski. U 1. stoljeću pr. Kr. 
drveni vijčani zupčanici već su bili u širokoj upotrebi u mediteranskim zemljama kao dio preše za ulje i vino. 
U Europi, u 15. stoljeću, metalni vijci kao spajalice bili su vrlo rijetki, ako su uopće bili poznati. Ručni odvijači (u originalu fr. tournevis) pojavili su se ne kasnije od 1580., iako su bili široko rasprostranjeni tek početkom 19. stoljeća. U početku su vijci bili jedna od mnogih vrsta spojnih dijelova u graditeljstvu, a koristili su se u stolarskom i bravarskom obrtu.
Široka upotreba metalnih vijaka započela je nakon pojave strojeva za masovnu proizvodnju od 1760. do 1770. Razvoj ovih strojeva u početku se odvijao na dva načina: industrijska proizvodnja vijaka na drvu na jednom namjenskom stroju i sitno štancanje potrebnih vijaka od strane obrtnika na poluručnom stroju s izmjenjivim priborom.

## Zavojnica
Normalna (cilindična) zavojnica (vijčana linija) je prostorna krivulja koju opisuje točka gibanjem po obodu plašta uspravnog valjka i istovremeno u smjeru njegove osi. Dužina zavoja jednaka je dužini hipotenuze oko valjka omotanog pravokutnog trokuta kojemu vrh leži na obodu baze valjka s promjerom d i kojemu je dužina vodoravne katete jednaka opsegu d∙π te baze, a dužina okomite katete (uspona ili koraka zavojnice P) putu što ga točka za vrijeme jednog okretaja pređe u smjeru osi. Kut φ što ga zatvaraju vodoravna kateta i hipotenuza tog trokuta jest kut zavojnice ili kut uspona. 
Pri tome taj trokut može biti ovijen oko valjka slijeva nadesno ili sdesna nalijevo. U prvom slučaju nastaje takozvana desnovojna, a u drugom takozvana ljevovojna zavojnica.
Navoji mogu biti napravljeni i po koničnoj (stožastoj) zavojnici.

### Navoj
Navoj se može zamisliti kao tijelo s oblikom što ga opisuje neka površina (profil navoja, na primjer šrafirani trapez) pri svom gibanju po zavojnici. Za svojstva i podjelu navoja važni su oblik i mjere (dimenzije) njegovog profila. Oblik tog profila izveden je iz nekog temeljnog geometrijskog lika, najčešće trokuta. Za taj oblik svojstven je kut α, što ga zatvaraju bočne stranice profila navoja, koji se zove kut profila navoja. Svojstvena mjera profila navoja je i dubina navoja. Stvarna dubina navoja h1 jest radijalni (poprečni) razmak između najudaljenije od osi navoja i njoj najbliže točke stvarnog profila navoja; teoretska dubina navoja H jest radijalni (poprečni) razmak između najudaljenije od osi navoja i njoj najbliže točke teoretskog profila navoja. 
Osim gibanja jednog profila samo po jednoj zavojnici, kojim se predstavlja nastajanje tih takozvanih jednovojnih navoja, moguće je također istovremeno gibanje dvaju, triju i više jednakih profila po isto tolikom broju jednakih i međusobno jednako razmaknutih zavojnica. Pri tome onda nastaju dvovojni, trovojni i viševojni navoji. 
Vanjski navoji (za vijke) nastaju kao zamišljeno gibanje profila navoja po zavojnici s vanjske strane plašta cilindra. Na sličan način može se zamisliti i nastajanje unutrašnjih navoja (za matice) gibanjem profila po unutrašnjoj strani plašta. 
Pri označavanju promjera navoja mora se razlikovati vanjski, unutrašnji i srednji promjer. Vanjski i unutrašnji jesu promjeri zamišljenih valjaka čiji plaštevi dodiruju najudaljenije od osi, odnosno njoj najbliže točke profila navoja. Srednji promjer navoja je promjer zamišljenog valjka koji raspolavlja teorijsku dubinu navoja. Vanjski, unutrašnji i srednji promjeri vanjskih navoja označuju se s d, d1 i d2. Vanjskom promjeru vanjskog navoja d odgovara unutrašnji promjer unutrašnjeg navoja D; unutrašnjem promjeru vanjskog navoja d1 odgovara vanjski promjer unutrašnjeg navoja D1; srednji promjer jednog i drugog navoja redovito su jednaki, to jest d2 = D2. Uobičajeni navoji pričvrsnih vijaka imaju profil u obliku trokuta, s kutom profila 60° i u običnom govoru nazivaju se šiljasti navoji. Uobičajeni su desni navoji, koji se pritežu okretanjem udesno. Lijevi navoji dolaze u obzir samo u iznimnim slučajevima (na primjer zatezni vijak).

### Vrste navoja
Osnova za podjelu navoja jest oblik njihovih profila. Navoji se dijele i prema veličini uspona (korak) i mjerama (dimenzijama) profila. Pri tome se navoji kod kojih su te veličine kod istih vanjskih promjera razmjerno male, nazivaju finim ili sitnim navojima sa sitnim usponom ili sitnim korakom. Također navoji se grupiraju i u skupine, već prema namjeni i prema načinu na koji oni sudjeluju u navojnom spoju. Većina je navoja u industrijski razvijenim zemljama standardizirana. 
Najstariji sustav standardiziranih parova navoja potječe od engleskog inženjera Josepha Whitwortha. Postavljen je već 1841., a u upotrebi je još i danas, te ga prihvaćaju standardi ISO kao i različiti nacionalni standardi. Međutim, danas su u skupini parova navoja najvažniji metrički standardi ISO. Uz te dvije vrste, koriste se i trapezni, kosi, obli i Edisonovi navoji. 
Posebnu skupinu navoja čine navoji vijaka za drvo, limove i slično. Za razliku od navedenih navoja, oni se ne spajaju uz sudjelovanje gotovog unutrašnjeg navoja (matica), već vijci taj navoj urezuju sami za vrijeme uvijanja u materijal; zbog toga se i nazivaju ureznim ili samoreznim vijcima. 
Iako između vijaka za pričvršćivanje i gibanje nema velikih razlika, ipak se navoji vijaka za gibanje zbog posebne (specifične) namjene obično izdvajaju kao posebna skupina navoja. 
Osim opisanih navoja postoje još i drugi njihovi oblici, i to standardizirani navoji za oklopne cijevi, vijke za lim, drvo, bicikle i drugo. 

#### Whitworthovi navoji
Teorijski profil tih navoja jest istokračni trokut s kutom profila od 55°. Osnovna mjerna jedinica mjera vijaka s Whitworthovim navojem jest palac, inč ili col (inč = 25,4 mm). Na primjer Whitworthovim navoj od 1 7/8" ima vanjski promjer 41,277 mm. Međutim, u zemljama koje se služe metričkim sustavom mjera samo se vanjski promjer tih vijaka zadaje u inčima, a sve ostale mjere u milimetrima. U upotrebi su dvije vrste Whitworthovih navoja: normalni i cijevni. Obično se pod nazivom Whitworthov navoj podrazumijeva normalni, dok se drugi obično nazivaju cijevnim navojima. 
SAD i Kanada upotrebljavale su do 1948. takozvani inčni (colovski) navoj s plosnatim korijenom i kutom profila 60°, dok su Ujedinjeno Kraljevstvo i skandinavske zemlje dale prednost Whitworthovu navoju s kutom profila 55° i zaobljenim korijenom navoja, a navoje ispod 1/4" čak s 47,5° (BA navoj). SAD, Ujedinjeno Kraljevstvo i Kanada sporazumjele su se 1948. da prijeđu na jednoobrazni profil s kutom profila 60° i plosnati, lako zaobljeni korijen navoja (Unifed navoj ili UNF). Zemlje s anglosaksonskim sustavom mjera zaključile su da postepeno prijeđu na ISO navoj u inčima s kutom profila 60° i zaobljenim korijenom navoja, dok su zemlje s metričkim sustavom mjera sporazumjele da prihvate metrički navoj s ISO profilom. 

#### Whitworthovi cijevni navoji
Whitworthovi cijevni navoji imaju navoj malih mjera (dimenzija). Na primjer, pri nazivnom promjeru cijevi od 2", uspon (korak) i dubina profila normalnog Whitworthovog navoja iznose 5,645 mm, odnosno 3,614 mm, dok kod cijevnog navoja iznose svega 2,309 mm, odnosno 1,479 mm. Zbog toga što ti navoji znatno manje oslabljuju materijal i osim toga imaju puni profil pa dobro brtve, oni su prikladni za spajanje cijevi (odatle im i naziv) koje redovno imaju tanke stijenke, pa bi ih normalni Whitworthov navoj kod narezivanja jednostavno presjekao. Oni se upotrebljavaju i za spajanje drugih dijelova koji ne smiju biti odviše oslabljeni navojem. Whitworthovi cijevni navoji označuju se slovom R ispred mjere nazivnog promjera, na primjer R 2". Uvođenjem trokutastog ISO profila opada upotreba Whitworthovih navoja. 

#### Metrički navoji s trokutastim ISO profilom
Teorijski profil tih navoja jest istostranični trokut s kutom profila od 60°. Njihov uspon (korak) zadaje se u milimetrima, a nazivni promjer srednjim promjerom (d odnosno D). Postoje 3 skupine tih navoja: normalni, sitni i konični navoji s trokutastim ISO profilom. 
Normalni metrički navoj označava se slovom M i nazivnim promjerom, na primjer M20 znači normalni metrički navoj s trokutastim ISO profilom i nazivnim promjerom od 20 mm. 
Sitni ili fini navoji upotrebljavaju se u općem strojarstvu, u preciznoj mehanici i optici. Pogodni su za kratke vijke ili za navoje na tankostjenim cijevima, te za navoje za podešavanje. Fini navoji imaju, nasuprot normalnim, manju dubinu navoja i tome odgovarajući manji uspon (korak). Označavaju se slovom M, nazivnim promjerom i usponom (korakom), na primjer M30 x 2, što znači fini metrički navoj s trokutastim ISO profilom i nazivnim promjerom od 30 mm, te korakom 2 mm (normalni korak je 3,5 mm). 
Konični metrički navoji odlikuju se time što njihova središnjica i os zatvaraju kut od 1°47'23", što odgovara koničnosti od 1:16. Ti se navoji upotrebljavaju za izravno međusobno spajanje cijevi (bez posredstva drugih dijelova za spajanje) kao i za druge slične namjene. Označavaju se slovom M, nazivnim promjerom, korakom i kraticom kon., na primjer M20 x 1,5 kon.
Metrički ISO navoj izvodi se u sljedećim razredima tolerancija: fino f, za navoje velike točnosti, ako se traži mala zračnost (dosjed 5H/4h), srednje m, za opću upotrebu (dosjed 6H/6g), grubo g, ako se ne postavljaju nikakvi zahtjevi na točnost (dosjed 7H/8e). Razred tolerancije m, kao najčešći, ne mora se u narudžbama posebno naznačiti.

#### Trapezni navoji
Njegov teorijski profil je istokračni trokut s kutom profila od 30°, a stvarni, istokračni trapez. Najviše se upotrebljava na navojnim vretenima za prijenos kretanja i snage. Za pričvršćivanje upotrebljava se samo na onim vijcima koji služe za naročito opterećene vijčane spojeve, ili one koji se često rastavljaju (trapezni navoji manje se troše). Oni se izrađuju u 3 izvedbe, i to u normalnoj, sitnoj (finoj) i krupnoj. Označavaju se oznakom Tr, nazivnim promjerom i korakom (usponom), na primjer oznake Tr48 x 8, Tr48 x 3, Tr48 x 12 znače promjer puta normalni, odnosno sitni i krupni korak, u milimetrima. Trapezni navoji mogu biti i viševojni. 

#### Kosi ili pilasti navoji
Njegov teorijski profil je pravokutni trokut s kutom profila od 30°, a stvarni, trapez s različito zakošenim krakovima. Upotrebljava se za prenošenje velikih aksijalnih (uzdužnih) sila, ali samo onih koji djeluju u jednom smjeru. Pilasti navoji također se izrađuju u 3 izvedbe, i to u normalnoj, sitnoj (finoj) i krupnoj. Označavaju se slovom S, nazivnim promjerom i korakom (usponom), na primjer oznake S48 x 8, S48 x 3, S48 x 12 znače promjer puta normalni, odnosno sitni i krupni korak, u milimetrima. Također se upotrebljavaju za viševojne vijke. 

#### Obli navoj
Njegov teorijski profil je istokračni trokut s kutom profila od 30°, ali su vrhovi i korijeni stvarnog profila tog navoja na jezgri vijka i u matici vrlo zaobljeni, a između vrha navoja i korijena navoja matice je zračnost. Ti su navoji prikladni za grube uvjete, jer su manje osjetljivi na oštećenja i koroziju (rđu). Standardizirani su i označavaju se slovima Rd, nazivnim promjerom (u mm) i korakom (usponom) u inčima. Na primjer Rd 40 x 1/6" znači obli navoj s nazivnim promjerom 40 mm i korakom od 1/6 inča (4,233 mm). 
Postoje još neki standardi oblih navoja koji se upotrebljavaju kod željeznica (na primjer za spojna vretena i kočničke motke), ali se smatraju zastarjelima. 

#### Edisonov navoj
Edisonov navoj za grla električnih žarulja također je obli navoj, označen vanjskim promjerom, zaokruženim na cijeli broj milimetara. Postoji samo 5 veličina: E10, E14, E27, E33 i E40. 

### Djelovanje vijaka
Za promatranje pojava, koje nastupaju pri spajanju i prijenosu gibanja vijcima, i stanja u vijčanim spojevima obično se polazi od uspravno postavljenog vijka s plošnim navojem (s profilom od pravokutnika). Predmet koji se nalazi na navoju tog vijka predstavlja maticu. Da bi se pri njegovom dizanju svladala aksijalna (uzdužna) sila Fa kojom on tlači na navoj vijka, potrebna je neka obodna sila Fo (tangencijalna sila uvijanja vijka). Pri tome se uvijek može uzeti da hvatište te sile leži na zavojnici na valjku s promjerom d2 (srednji promjer navoja) i da vladaju zakoni skoro istovjetni sa zakonima gibanja tijela po kosini (ta dva slučaja razlikuju se po tome što nema vlačne sile koja djeluje u smjeru kosine; namjesto nje pojavljuje se obodna sila Fo). 
U ravnoteži idealiziranog slučaja, kad trenje nije uzeto u obzir, rezultanta tih sila leži u pravcu normale boka u toj točki. Može se izvesti da je:
{\displaystyle {\frac {F_{o1}}{F_{a}}}={\frac {P}{d^{2}\cdot \pi }}=\tan \phi }
{\displaystyle F_{o1}=F_{a}\cdot \tan \phi }
Međutim, u stvarnim slučajevima trenje uvijek postoji, pa međusobno relativno gibanje predmeta može nastupiti samo onda, ako je rezultanta otklonjena od normale najmanje za stanoviti kut ρ. Tada je za račun važna komponenta aksijalne sile u pravcu te normale (normalna ili okomita sila Fn). 
Kut ρ je kut trenja. On je određen zahtjevom da njegov zbroj s kutom navoja φ bude toliki da upravo nastupi gibanje tereta po navoju samo od sebe, a može se izračunati iz međusobnih odnosa sila Fa, Fn i otpora trenja prestavljenog silom Fμ određenih njihovim trokutima:
{\displaystyle F_{\mu }=F_{a}\cdot \sin \rho }
{\displaystyle F_{n}=F_{a}\cdot \cos \rho }
i između Fμ i Fn određenog poznatim odnosom između normalne sile i sile trenja:
{\displaystyle F_{\mu }=\mu \cdot F_{a}}
gdje je: μ - koeficijent trenja. Za to potrebne veličine μ nalaze se u tablicama priručnika za sve konstrukcijske materijale. Iz gornjih jednadžbi slijedi:
{\displaystyle \mu =\tan \rho }
Da međusobno relativno pomicanje vijka i matice ne bi počelo samo od sebe, to jest da bi vijak bio samokočan, potreban je uvjet:
{\displaystyle \phi \leq \rho }
Isto tako je za dizanje matice potrebna obodna sila:
{\displaystyle F_{od}=F_{a}\cdot \tan(\phi +\rho )}
a za spuštanje:
{\displaystyle F_{os}=F_{a}\cdot \tan(\phi -\rho )}
Razlika tih pojava na vijcima s plošnim i trokutnim profilom navoja jest ta što umjesto sa silom Fa treba računati sa silom:
{\displaystyle F_{n}=F_{a}\cdot \cos {\frac {\alpha }{2}}}
gdje je: α/2 - kut poluprofila navoja. Za taj, kod navoja u praksi, redoviti slučaj sve izvedene jednadžbe, ako se umjesto ρ uzme ρ’ kao takozvani reducirani (smanjeni) kut trenja, kojemu odgovara koeficijent trenja μ’, određen izrazom:
{\displaystyle \mu '=\tan \rho '\approx {\frac {\tan \rho }{\cos {\frac {\alpha }{2}}}}}
gdje je: μ’ - korigirani (ispravljeni) koeficijent trenja veći od μ (obično za 15%). 
Korisni mehanički rad pri jednom okretaju vijka jest Fa∙P, gdje je P hod vijka, a za to uloženi rad d2∙π∙Fo. Prema tome, uloženi rad je veći za rad uložen na svladavanju trenja na putu d2. Omjer tih dviju veličina, to jest:
{\displaystyle \eta ={\frac {\text{korisni ili dobiveni rad}}{\text{uloženi rad}}}}
označuje se sa:
{\displaystyle \eta ={\frac {F_{a}\cdot P}{F_{o}\cdot d_{2}}}}
a zove se stupanj korisnog učina, stupanj djelovanja, stupanj iskoristivosti ili iskoristivost vijka. S tim se može uz pomoć već izvedenih jednadžbi izračunati da je:
{\displaystyle \eta ={\frac {\tan \phi }{\tan(\phi +\rho )}}}
Na slici je prikazana ovisnost stupnja djelovanja vijka o kutu uspona njegovog navoja (odnosno o tangensu tog kuta) pri najčešćoj vrijednosti koeficijenta trenja od 0,1. Vidi se da on raste s kutom uspona najprije brzo, a zatim sve sporije. Najveću vrijednost doseže kod φ = 45° - ρ.
Uvjet za samokočnost vijka, izražena stupnjem djelovanja, jest:
{\displaystyle \eta \leq 0,5}
inače je vijak samoklizan.

## Vrste vijaka
Vijci se obično dijele prema namjeni u dvije osnovne skupine, i to u vijke za pričvršćivanje i vijke za prijenos gibanja. Vijci se proizvode u kvalitetama fino f, srednje m, srednje grubo mg i grubo g, a matice u m, mg i g. Razlikuju se međusobno po stanju površine i po točnosti mjera i oblika vijaka i matica. U strojogradnji prevladava kvaliteta m.

### Vijci za pričvršćivanje ili pričvrsni vijci
Unutar te skupine vijci se dijele, također prema namjeni, na matične, zatične, specijalne (posebne) i vijke s glavom. Najčešće vrste pričvrsnih vijaka su:
- vijak sa šestostranom glavom;
- vijak za točno nalijeganje (kalibrirani vijak). Dosjedni vijci uz stezanje dijelova osiguravaju i njihov točan položaj (dosjed). Struk je na dosjednoj površini gladak i brušen, a rupe razvrtane;
- vijak s valjkastom glavom;
- vijak s valjkastom glavom s unutarnjim šesterokutom (za imbus ključ);
- vijak s upuštenom glavom;
- vijak s upuštenom lećastom glavom;
- vijak s nareckanom glavom (rovašenje) za ručno pritezanje;
- vijak sa samorežućim navojem;
- vijak za lim (sličnog stožastog oblika su vijci za drvo);
- vijak s ušicom;
- vijak s prstenastom glavom;
- svorni vijak;
- zatik s navojem;
- čep s navojem;
- vijci za podešavanje imaju na kraju struka poseban izdanak, a služe za postavljanje dijelova u određen međusobni položaj;
- usadni vijci uvrću se u jedan dio stroja, a nemaju glavu; obično se upotrebljavaju za spojeve kućišta, poklopaca i slično.

#### Matični vijci
Matični vijci imaju uglavnom šesterostranu glavu vijka, a rjeđe četverostranu. Glava vijka je obično izrađena u jednom komadu s tijelom vijka. Uz te oblike glave, postoje još valjkaste, stožaste, zaobljene ili vijci s upuštenim glavama. Visina glave vijka je obično 0,7 d (d – vanjski promjer vijka); na primjer za M10 visina glave je 7 mm. Da bi se smanjila koncentracija naprezanja vijka u vijčanom spoju, na mjestu prijelaza tijela vijka u glavu, taj prijelaz ne smije biti oštar. Obično se zaobljuje ojačanjem tijela vijka na tom mjestu, ili se izrađuju utori za rasterećenje na tijelu ili na glavi. Završeci vijaka mogu biti različiti. Najčešće su zaobljeni ili stožasti, a ponekad mogu biti i ravni. 

#### Glavati vijci ili vijci s glavom
Glavati vijci ili vijci s glavom se upotrebljavaju u slučajevima kad kroz materijal nije moguće probušiti rupu, na primjer zbog velike debljine predmeta ili nepristupačnosti predmeta s druge strane, pa se za vijčani spoj ne može koristiti matica. Maticu u tim slučajevima zamjenjuje uvrt s navojem u donjem većem ili debljem dijelu vijčanog spoja. Glave tih vijaka namijenjenih za uvijanje i odvijanje s pomoću ključeva, najčešće su šesterostrane, ali postoje i drugi posebni oblici glava tih vijaka.

#### Svorni vijci
Svorni vijak ili (svornjak, poznat je i kao pržunjera) je vijak koji nema glavu već ima narez na oba svoja kraja. Pri tome narez ne mora obvezatno biti jednak. Upotrebljava se za vijčane spojeve koji se često rastavljaju, a jedan od primjera su vijci na glavama motora. Jedan kraj vijka čvrsto se uvija u otvor koji ima unutrašnji navoj, a na drugom kraju se spoj steže maticom. Prilikom rastavljanja vijčanog spoja, vijak se više ne izvija već se samo odvije matica.

#### Zatični vijak
Sličan je svornjaku, ali ima navoj po cijeloj duljini vijka. Uporaba i način instalacije slična kao i kod svornjaka.

#### Utični vijci
Utični vijci imaju donji uvojni dio s prijelaznim dosjedom i gornji dio s navojem za maticu. Uvojni dio se ne odvija; on sjedi čvrsto i otporno prema vibracijama, učvršćen u ugradbenom dijelu. Za uvijanje služi poseban ključ.

### Specijalni vijci
Specijalni vijci i matice upotrebljavaju se za posebne namjene. To su visokočvrsti spojevi za čelične konstrukcije, temeljni, sprežnjaci ili distancijski vijci, uvrtni, zatezni, zglobni, vijci za zavješenje, vijci za zatvaranje, te oni sa specijalnim oblicima. U tu skupinu spadaju i vijci za drvo. 

#### Visokočvrsti spojevi za čelične konstrukcije
Visokočvrsti ili visokonapregnuti spojevi za čelične konstrukcije ili takozvani HV spojevi imaju šesterostrane vijke i matice koji dobivaju slijedeći veći otvor ključa tako da se mogu čvršće pritegnuti. Visokočvrsti vijci s visokom granicom tečenja mogu se odgovarajuće visoko prednapregnuti. Čak i onda kada na spoju dođe do sjedanja, ipak još ostaje dovoljno prednaprezanje. To je razlog da vijcima počev od kvalitete 8.8 općenito ne treba osiguranje. Visokonapregnuti vijčani spojevi kojima se pridaje posebna važnost pritežu se momentnim ključevima, koji iskapčaju pri dosizanju postavljenog momenta pritezanja.

#### Temeljni vijci ili sidreni vijci
Temeljni vijci, kotveni vijci ili sidreni vijci služe za pričvršćivanje strojeva i uređaja za njihove betonske temelje. Povezuju glavne dijelove s postoljem ili temeljem, a izvedeni su ili kao vijci s glavom ili im je glava stožasto prizmatična, rasječena i povinuta, raskovana ili sploštena ili ima neki drugi, često nepravilan oblik koji osigurava dobro držanje kada se zalije u beton temelja.

#### Sprežnjaci
Sprežnjaci ili distancijski vijci služe za spoj, gdje je potrebno održavanje dvaju ili više strojnih dijelova na određenoj udaljenosti jednoga od drugoga. Njihova funkcija može biti osigurana ojačanom izvedbom svornjaka na cijelom rasponu udaljenosti koju treba održavati ili samo na njegovim krajevima, odnosno potrebni se razmak održava s pomoću distancijske ljuske.

#### Uvrtni vijci
Uvrtni vijci ili vijci za fiksiranje služe za stezanje, fiksiranje međusobnog položaja i podešavanje međusobne udaljenosti dvaju dijelova. Najčešće imaju navoj po čitavoj dužini svornjaka i četvrtastu glavu. Za uvijanje neki imaju utor, a neki šesterokutnu rupu za imbus ključ. 

#### Zatezni vijak
Zatezni vijak, zateznica, stezaljka ili zatezna spojka je strojni dio koji služi za spajanje i podešavanje dužine i napetosti zateznih štapova ili užeta. Za tu svrhu ima na jednom kraju desni, a na drugom lijevi navoj. 

#### Zglobni vijci
Zglobni vijci upotrebljavaju se za spajanje dijelova koji se čvrsto otvaraju, kao na primjer kod nekih teških poklopaca autoklava. Tada se na prirubnicama umjesto provrta nalaze prorezi. Umjesto glave, zglobni vijci imaju oko kroz koje prolazi svornik, oko kojeg se vijak može okretati, kad je krilna matica odvijena. 

#### Vijci s nareznicom
Vijci s nareznicom upotrebljavaju se za uvrtanje u bušene rupe, u kojima sami urezuju ili bolje rečeno uvaljuju navoj, obično pri spajanju dijelova od tanjih limova. Na mjestu na takav način izrađenog navoja, povećava se debljina dijela koji se spaja. Ti se vijci izrađuju od čelika i kale. Njihove glave su šesterokutne, cilindrične, polukuglaste ili upuštene, a navoj im pokriva čitavu površinu tijela vijka (struka). 

#### Vijci i matice specijalnih oblika
Vijci i matice specijalnih oblika primjenjuju se tamo gdje je potrebno da se spriječi njihovo uvijanje ili odvijanje od neovlaštenih osoba, time što je za to potrebno specijalni alat. Najčešće su to vijci s trobridnom glavom ili maticom, ili s utorima posebnog oblika. 

#### Vijci za drvo
Vijci za drvo služe za spajanje drvenih dijelova međusobno i s dijelovima drugih materijala. Navoj je urezni. U smjeru prema glavi dubina njihovih navoja opada. Glave im mogu biti šesterokutne, četverokutne, polukuglaste, lećaste i upuštene s utorom. Vijci za drvo izrađuju se od čelika, mjedi slitina aluminija. Oni se ubrajaju u samonarezne vijke, jer sami sebi narezuju navojnu rupu, odnosno ne trebaju maticu. Imaju širok navoj većeg uspona i upuštenu ili poluokruglu glavu s utorom. Na sličnom načelu djeluju i vijci za lim te vijci za plastiku, koji često imaju završetak tijela poput nareznoga svrdla.

#### Očni vijak
Očni vijak ili vijak s okom je vrsta vijka koji služi za dizanje tereta. Vijak se uvije ručnom silom i ne pritegne se snažno, pa su zato unutarnje sile i naprezanja u vijku vrlo male, te se mogu zanemariti. Kada se oko optereti obješenim teretom, koji djeluje kao trajna vanjska sila, onda će vijak biti izložen uzdužnoj sili. Ta će sila izazvati u njegovoj jezgri naprezanje na vlak.

#### Navojna šipka
Navojna šipka ima navoj duž cijele svoje dužine. Raspoloživa je u dimenzijama promjera od 3 mm pa do 36 mm, a obično je duga jedan metar. Također postoje navojne šipke izrađene od različitih materijala kako bi se osigurala potrebna nosivost i izdržljivost na opterećenja. Navojna šipka je namijenjena za vlačno naprezanje.

### Vijci za prijenos gibanja
Za razliku od vijaka za pričvršćivanje, koji djeluju statički, vijci za prijenos gibanja (često zvani kretni vijci) djeluju dinamički, to jest gibaju se u dijelovima koji su na njih navijeni, ili obrnuto, kad se ti dijelovi gibaju, vijci su nepomični. Pri tom gibanju nastaje klizanje navoja po navojima, a kao posljedica međusobno trenje i, dosljedno tome, istrošenje (habanje) tih navoja, što zahtijeva primjenu čvršćih oblika navoja. To su trapezni, pilasti ili kosi i obli navoji. Prednost kosih navoja u kretnim vijcima je u tome što imaju manje trenje. Međutim, primjena pilastog navoja ograničena je na slučajeve, gdje uzdužne (aksijalne) sile djeluju samo u jednom smjeru. 
Najčešći su slučajevi primjene kretnih vijaka tamo gdje se gibanje pretvara iz kružnog u pravocrtno (na primjer u vijčanim prešama, ručnim dizalicama, ventilima, alatnim strojevima, kočnicama). Rjeđe se upotrebljavaju za pretvaranje pravocrtnog u kružno gibanje. Vijke pomoću kojih se kružno gibanje pretvara u uzdužno (pravocrtno) nazivamo navojna vretena. Takvi su primjerice matice vretena na tokarilicama, tlačna vretena na prešama, ventilska vretena na zapornim organima i slično. Brže uzdužno gibanje matice vretena možemo postići viševojnim vretenima, kod kojih se oko jezgre ovija više navoja jedan uz drugi. Dobre uvjete klizanja na bokovima stvaraju matice od bronce (Al bronca, kositrena bronca) te crveni lijev. Kod kaljenih čeličnih vretena koriste se matice od [[sivi 
lijev|sivog lijeva]].

## Materijali vijaka
Najčešći materijal za izradu vijaka je čelik visoke istezljivosti, kod kojega nema opasnosti od krhkog loma. U elektrotehnici se zbog dobre vodljivosti koristi mjed. Koriste se i laki metali, a u zadnje vrijeme i polimeri (umjetne plastične mase). Čelični vijci se dijele u razrede čvrstoće: 4.6, 4.8, 5.8, 8.8, 9.8, 10.9, i 12.9; te dvije dodatne klase: 8.8.3 i 10.9.3. Navedene čvrstoće vrijede za temperature do 350 °C. Iznad toga treba koristiti specijalne materijale. Oznaka razreda čvrstoće znači, za primjer oznake 6.8: 
- prvi broj x 100 = 6 x 100 = 600 N/mm2 = Rm (čvrstoća pri maksimalnoj sili)
- prvi broj x drugi broj x 10 = 6 x 8 x 10 = 480 N/mm2 = Re (granica elastičnosti)

Vijci razreda čvrstoće 6.8 i čvršći moraju oznaku razreda čvrstoće imati vidljivo otisnutu na glavi vijka.

## Vijčani spoj
Vijčani spoj spada u rastavljive spojeve, a pored spajanja, koriste se za brtvljenje, zatezanje, regulaciju, mjerenje i prijenos gibanja. Osnovni elementi vijčanog spoja su vijak i matica, pri čemu vijak ima vanjski navoj, a matica odgovarajući unutarnji navoj. Matica može u vijčanom spoju biti samostalan dio, ili je zamjenjuje dio spajanog strojnog dijela, u kojemu onda treba izraditi unutarnji navoj. S obzirom na to da su vijak i matica najčešće korišteni strojni dijelovi na svim područjima tehnike, njihov oblik, veličina i materijal su standardizirani.
Vijčani spojevi se mogu općenito razvrstati u sljedeće skupine:
- Nosivi vijčani spojevi. Najčešći su, a koriste se za pričvršćivanje rastavljivih strojnih dijelova koji su izloženi raznovrsnim naprezanjima. Izvode se s ili bez prednaprezanja.
- Dosjedni vijčani spojevi. Koriste se za pričvrsne, rastavljive veze raznih strojnih dijelova dosjednim vijcima, koji dobro podnose smična opterećenja i istovremeno centriraju spajane dijelove. Češće se izvode bez negoli s prednaprezanjem.
- Pokretni navojni spojevi. Namijenjeni su za prijenos i pretvorbu kružnog gibanja u pravocrtno, ili obrnuto. S njima se postižu velike aksijalne sile za narinute male obodne sile, npr. kod vijčanih vretena alatnih strojeva, u vijčanim dizalicama i sl.
- Vijčani spojevi za zatezanje. Koriste se kod zatega s jednim ili dva vijka. Kod zatega s dva vijka jedan vijak ima lijevi, a drugi desni navoj (zatezni vijak).
- Brtveni vijčani spojevi. Namjena im je zatvaranje ulaznih i izlaznih otvora posebno oblikovanim vijcima, npr. kod kliznih ležajeva, u rezervoarima i sl.
- Diferencijalni vijčani spojevi. Koriste se za podešavanje raznih naprava, te kod regulacije ventila.
- Mjerni vijčani spojevi. Služe za mjerenje dužina kod mehaničkih mjerila (mikrometarski vijak).

Radi boljega nalijeganja ili radi sprječavanja samoodvrtanja, vijčanom se spoju ispod glave vijka ili ispod matice stavljaju obični i elastični podlošci. Često se upotrebljavaju i dvije matice zajedno, od kojih druga, bliža kraju (takozvana protumatica ili kontramatica), služi kao osigurač.
Vijke se može odvijati s vanjske i unutarnje strane (inbus vijak). Navoj može biti lijevi i desni. Skoro svi vijci imaju desni navoj, a lijevi navoj se postavlja samo u specijalnim slučajevima, kao na primjer na spremnicima ili bocama za plin. Vijčani spojevi su najčešće korištena vrsta rastavljivih spojeva. Glavni elementi vijčanog spoja su: 
- Vijak na kojem je izrađen vanjski navoj;
- Matica ili cilindrični provrt u strojnom dijelu u kojima je izrađen unutarnji navoj;
- Podloška ili podložna pločica, te osigurač (po potrebi).

## Utor na glavi vijka
Osim plosnatog odvijača, koriste se i drugi oblici. Torx sistem je dobar, jer se sila na maticu ili glavu vijka ne prenosi po nekoliko linija, nego po nekoliko površina.

## Alat za pritezanje
Ključevima za šesterokutne glave vijaka i matice pritežu se vijci sa šestostranom glavom. Vijci s plosnatim utorom na glavi vijka pritežu se odvijačem s plosnatim vrhom. Vijci s valjkastom glavom s unutarnjim šesterokutom pritežu se inbus ključem. Vijci s posebnim utorima na glavi vijka pritežu se specijalnim alatima. Vijci s prstenastom glavom i svorni vijci uvrću se ručno. Prostor potreban za pritezanje i otpuštanje vijka ovisi o vrsti vijka, odnosno potrebnoj vrsti ključa. Najmanje je mjesta potrebno za inbus vijke pa se oni mogu smjestiti neposredno jedan uz drugi.
Ključevi za šesterokutne glave vijaka i matice za metrički navoj su:
| ISO metrički navoj   | M1,6 | M2 | M2,5 | M3  | M4 | M5 | M6 | M8 | M10 | M12 | M16 | M20 | M24 | M30 | M36 | M42 | M48 | M56 | M64 |
| Veličina ključa (mm) | 3,2  | 4  | 5    | 5,5 | 7  | 8  | 10 | 13 | 17  | 19  | 24  | 30  | 36  | 46  | 55  | 65  | 75  | 85  | 95  |

## Poveznice
- Arhimedov vijak
- Brodski vijak
- Matica (naprava)
- Navojno vreteno
- Podloška

## Vanjske poveznice
|  | Zajednički poslužitelj ima još gradiva o temi Vijak |